# Peter Danielič
Peter Danielič (1. července 1924 – ???) byl slovenský a československý politik a poúnorový poslanec Národního shromáždění ČSR za Stranu slovenské obrody.

## Biografie
Po únorovém převratu v roce 1948 patřil k frakci tehdejší Demokratické strany loajální vůči Komunistické straně Československa, která v této straně převzala moc a proměnila ji na Stranu slovenské obrody coby spojence komunistického režimu. Ve volbách do Národního shromáždění roku 1948 získal mandát v parlamentu za volební kraj Banská Bystrica. V parlamentu zasedal do února 1951, kdy rezignoval a nahradil ho Jozef Kyselý.